# Amiota apodemata
Amiota apodemata är en tvåvingeart som beskrevs av Gupta och Panigrahy 1987. Amiota apodemata ingår i släktet Amiota och familjen daggflugor. Inga underarter finns listade i Catalogue of Life.